# سيزار مارتينيز
سيزار مارتينيز (بالإسبانية: César Martínez)‏ (12 مايو 1995 بمونتيري في المكسيك - ) هو لاعب كرة قدم مكسيكي في مركز الوسط.

## وصلات خارجية
- سيزار مارتينيز على موقع قاعدة بيانات كرة القدم.إي يو (الإنجليزية)
- سيزار مارتينيز على موقع Soccerway.com (الإنجليزية)